# Quản lý tức giận

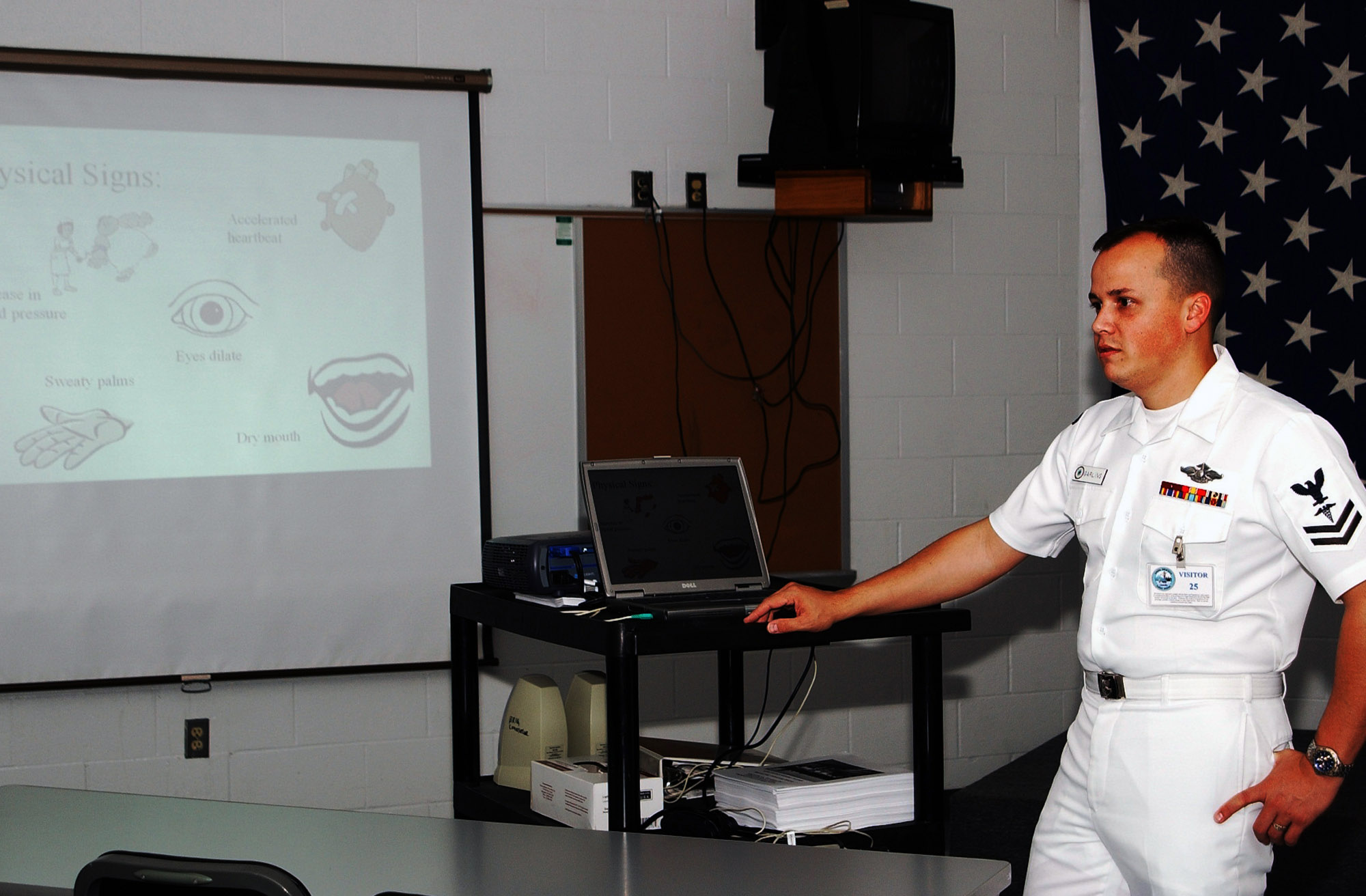
Một khóa học quản lý sự tức giận.

Quản lý tức giận là một chương trình tâm lý trị liệu để ngăn ngừa và kiểm soát sự tức giận. Nó đã được mô tả là triển khai cơn giận dữ thành công. Tức giận thường là kết quả của sự thất vọng, hoặc cảm thấy bị cản trở đối với điều gì đó mà đối tượng cảm thấy là quan trọng. Giận dữ cũng có thể là một phản ứng phòng vệ đối với nỗi sợ hãi tiềm ẩn hoặc cảm giác dễ bị tổn thương hoặc bất lực. Các chương trình quản lý tức giận coi sự tức giận là một động lực gây ra bởi một lý do xác định được có thể được phân tích một cách hợp lý và nếu phù hợp thì có thể được hướng tới một cách bài bản.

## Tổng quan
Mục tiêu lý tưởng của quản lý cơn giận  là kiểm soát và điều chỉnh cơn giận để nó không dẫn đến các vấn đề khác. Giận dữ là một cảm xúc chủ động kêu gọi một người cảm thấy cảm xúc này hành động phản ứng lại. :4 Mọi người rơi vào vấn đề tức giận bởi vì cả người xúi giục và bị xúi giục đều thiếu các kỹ năng giao tiếp và xã hội để duy trì sự tự chủ.  :5 Nghiên cứu về ảnh hưởng và khả năng tự điều chỉnh cho thấy nó xảy ra bởi vì các trạng thái cảm xúc tiêu cực thường làm suy yếu khả năng kiểm soát xung động. Họ có thể huấn luyện để phản ứng lại cơn giận không mong muốn và khó chịu hơn là phản ứng theo nhu cầu của nó.  :5 Làm ngơ hay tha thứ là một công cụ để tiêu hóa cơn giận.  :5 Ngủ đủ giấc, tập thể dục và chế độ ăn uống tốt là những công cụ có thể hỗ trợ ngăn chặn cơn tức giận.  :6 Các chuyên gia giúp đỡ những người gặp khó khăn trong việc kiềm chế cơn giận bao gồm nhà trị liệu nghề nghiệp, nhà tư vấn sức khỏe tâm thần, nhà tư vấn ma túy và rượu, nhân viên xã hội, nhà tâm lý học và bác sĩ tâm thần.

## Lịch sử
Các tác động tiêu cực của sự tức giận đã được quan sát thấy trong suốt lịch sử. Lời khuyên để chống lại cơn thịnh nộ dường như không thể kiểm soát đã được đưa ra bởi các triết gia cổ đại, những người ngoan đạo và các nhà tâm lý học hiện đại. Trong de Ira,  Seneca Trẻ (4 TCN - 65 sau CN) khuyên nên đề phòng trước các tình huống đối đầu, quan điểm, và không kích động sự tức giận ở những người dễ nổi nóng. Các nhà triết học khác nhắc lại ý tưởng của Seneca với Galen khuyên bạn nên tìm kiếm một người cố vấn để hỗ trợ giảm cơn giận. Vào thời Trung cổ, người dân vừa là ví dụ về sự tự chủ vừa là người hòa giải cho các tranh chấp do tức giận gây ra. Ví dụ về sự cầu xin để cho những người dân thường thoát khỏi cơn thịnh nộ của những lãnh đạo địa phương có rất nhiều trong các sách vở. Câu chuyện về Phanxicô thành Assisi và Con sói ẩn dụ của Gubbio là một ví dụ nổi tiếng cho việc này.
Trong thời hiện đại, khái niệm kiểm soát cơn giận dữ đã được chuyển thành các chương trình quản lý cơn giận dữ dựa trên nghiên cứu của các nhà tâm lý học. Các can thiệp quản lý cơn giận dựa trên liệu pháp tâm lý cổ điển có nguồn gốc từ những năm 1970. Thành công trong việc điều trị chứng lo âu bằng các can thiệp trị liệu hành vi nhận thức (CBT) do Meichebaum phát triển đã truyền cảm hứng cho Novaco để sửa đổi chương trình đào tạo tiêm chủng căng thẳng để phù hợp với việc quản lý cơn giận. Căng thẳng và tức giận tương tự đến mức một sự thay đổi như vậy có thể tạo ra một nhánh điều trị thành công. Cả căng thẳng và tức giận đều do các kích thích bên ngoài gây ra, qua trung gian của quá trình xử lý bên trong và được thể hiện dưới dạng thích nghi hoặc không thích ứng. Meichebaum, và sau này là Novaco, đã sử dụng từng khía cạnh của việc trải nghiệm cảm xúc liên quan như một cơ hội để cải thiện sức khỏe tổng thể của bệnh nhân.

## Nguyên nhân tiềm ẩn cho sự phát triển của các vấn đề

### Nguyên nhân y tế
Nghiện ma túy, nghiện rượu, khuyết tật tâm thần, thay đổi sinh hóa và hậu chấn tâm lý đều có thể dẫn đến việc một người có hành động hung hăng chống lại người khác. Không có đủ kỹ năng về cách xử lý bản thân khi đối mặt với sự hung hăng có thể dẫn đến kết quả rất không mong muốn. Những yếu tố này thường liên quan đến khả năng nổi giận cao, nhưng có những yếu tố khác, ít được biết đến có thể dẫn đến việc mọi người hành động theo cách tiêu cực. Sự tức giận và thất vọng kéo dài hoặc dữ dội góp phần vào các tình trạng thể chất như đau đầu, các vấn đề tiêu hóa, huyết áp cao và bệnh tim. Các vấn đề đối phó với cảm giác tức giận có thể liên quan đến các rối loạn tâm lý như lo lắng hoặc trầm cảm. Những cơn tức giận bộc phát có thể là một cách cố gắng đối phó với sự bất hạnh hoặc trầm cảm.
Đau nửa đầu: Thường xuyên đau nửa đầu có thể được kết hợp với mức độ gây hấn và nhu cầu quản lý tức giận. Một nghiên cứu năm 2013 đã kiểm tra chứng đau nửa đầu và mối liên quan của nó với các vấn đề tức giận ở trẻ nhỏ (m = 11,2 tuổi). Các bệnh nhân trong nghiên cứu được chia thành tần số cơn đau nửa đầu thấp (AF), AF trung gian, tần số cao và AF đau nửa đầu mãn tính. Người tham gia có xu hướng kiềm chế sự tức giận và không xúc phạm đến trẻ em có AF cao hơn. Trẻ em đủ tiêu chuẩn cho chứng đau nửa đầu AF thấp thực sự có nhiều biểu hiện tức giận hơn.

### Nguyên nhân tâm lý
Các yếu tố tâm lý như căng thẳng, lạm dụng, hoàn cảnh xã hội hoặc gia đình nghèo nàn và nghèo đói có thể gây ra các vấn đề về tức giận. Nếu không quản lý cơn giận thích hợp, các cá nhân có thể dễ bị bạo lực hơn.

### Chấn thương
Tiền sử chấn thương tâm lý, đặc biệt là chấn thương tình dục, có thể dẫn đến các vấn đề về quản lý cơn giận.    

## Các loại điều trị
Một số kỹ thuật quản lý cơn giận hiệu quả bao gồm kỹ thuật thư giãn, bài tập thở được theo dõi, tái cấu trúc nhận thức và hình ảnh (ví dụ: phương pháp HEALS của Stosny), giải quyết vấn đề, cải thiện các chiến lược giao tiếp và kỹ năng giao tiếp (DEAR MAN & GIVE). Dưới đây là các loại phương pháp điều trị quản lý cơn giận cụ thể được hỗ trợ bởi các nghiên cứu thực nghiệm. Một số nghiên cứu đã kiểm tra đã sử dụng tự báo cáo, một số nhà tâm lý học     cảm thấy có thể là một hạn chế cho kết quả. Mọi người không muốn người khác nghĩ về họ như những người hay tức giận, vì vậy câu trả lời của họ có thể được thay đổi để phù hợp với cách xã hội muốn họ cư xử.     